# Hanomag L28

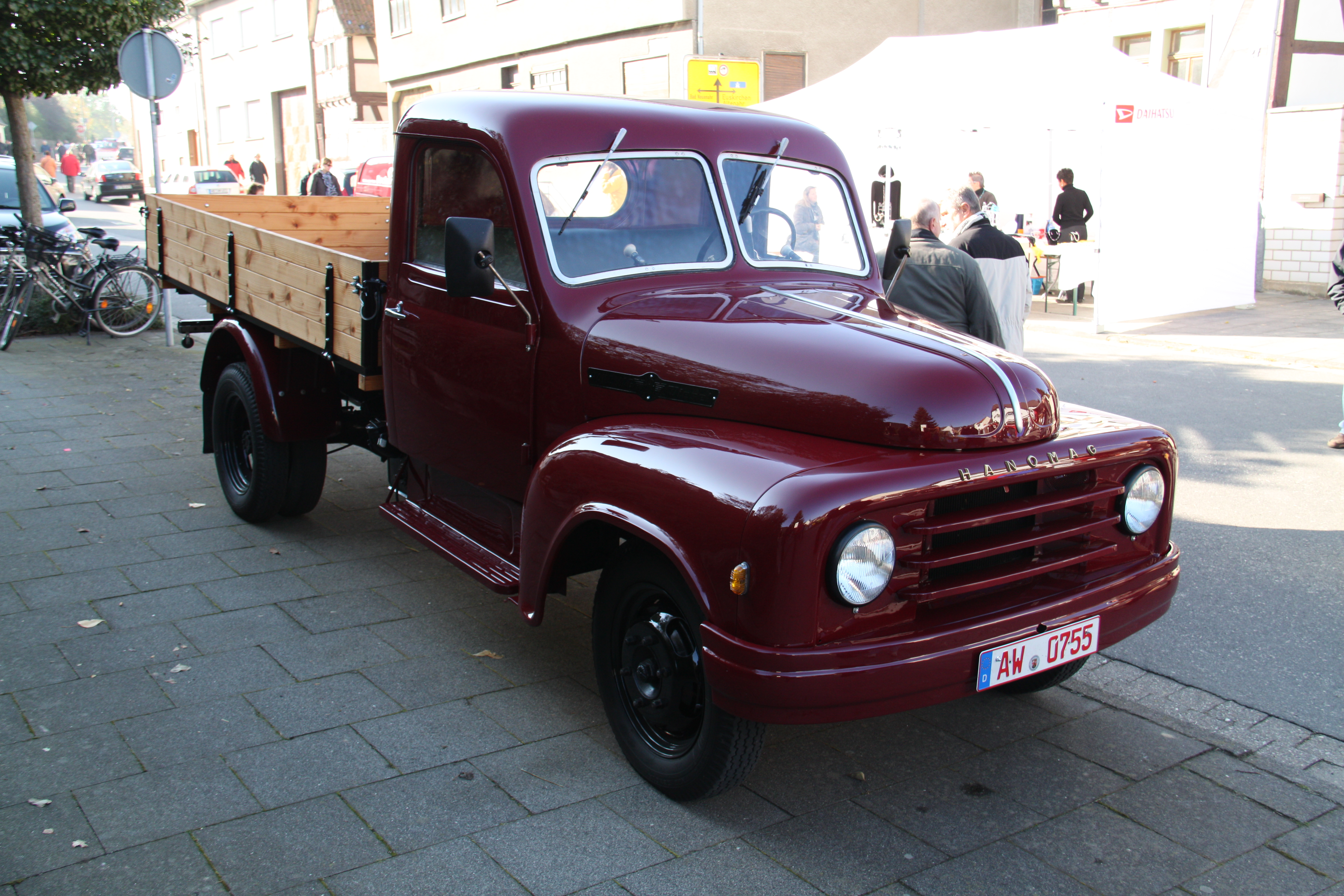
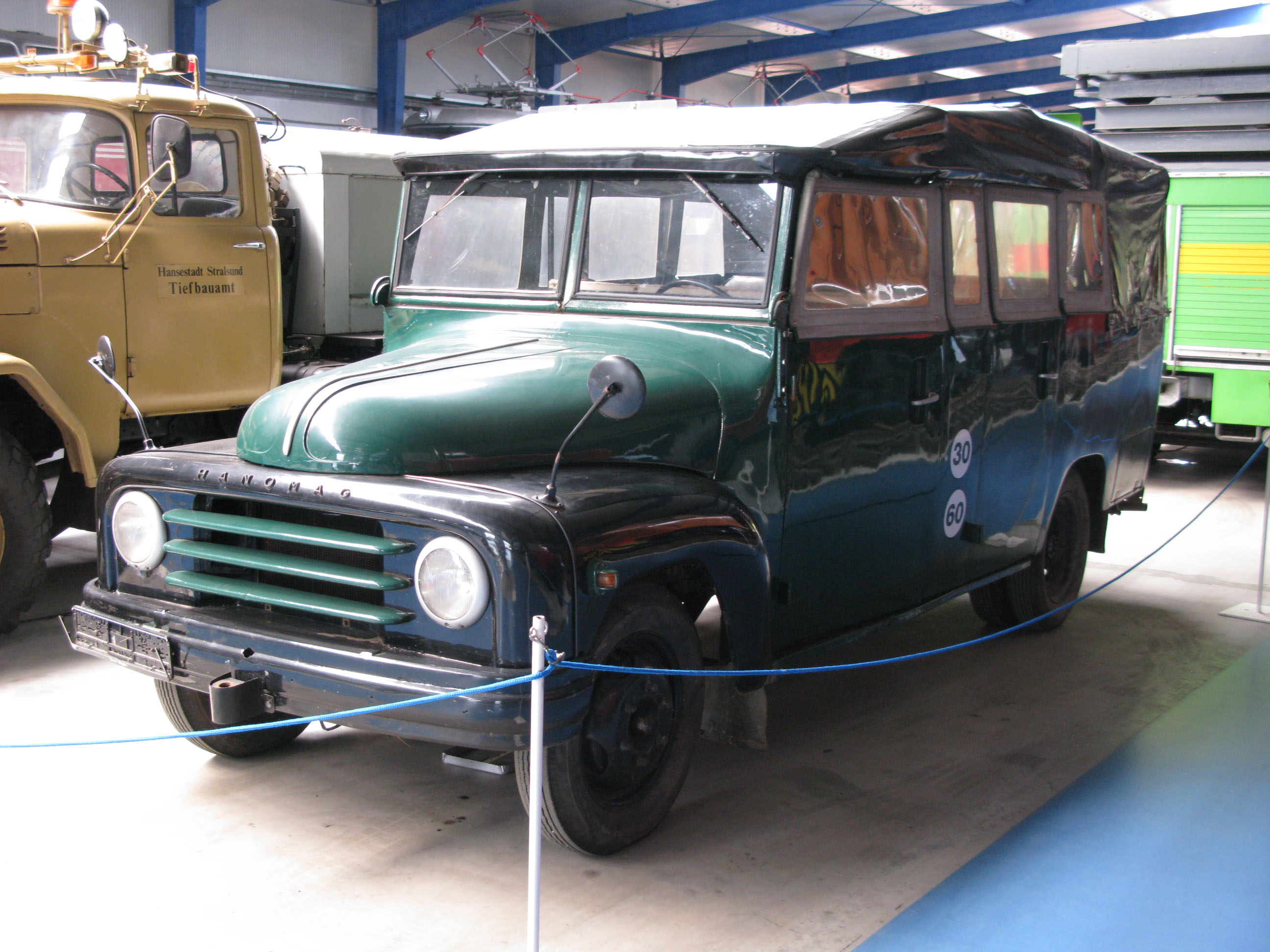
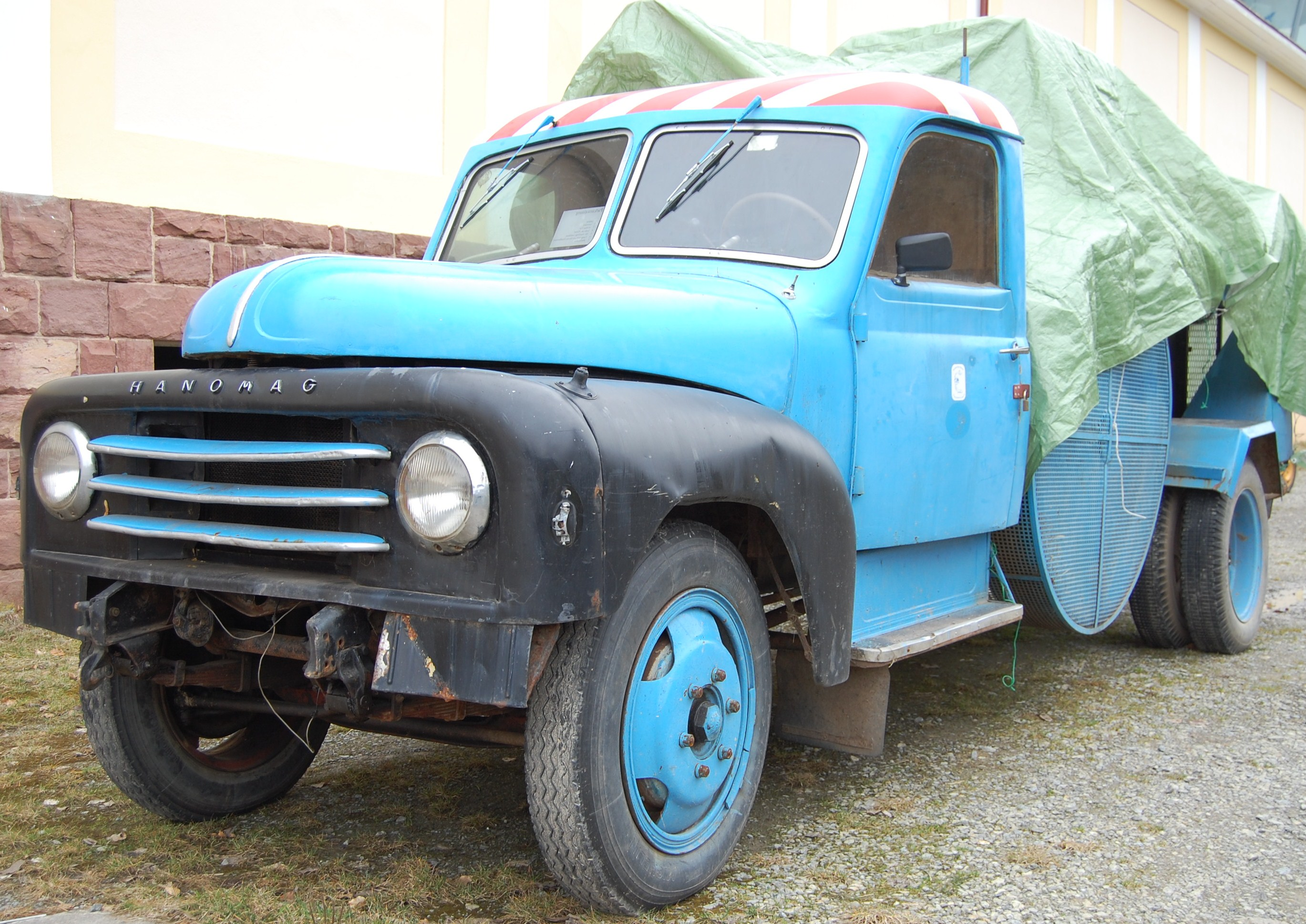

De Hanomag L28 is een lichte vrachtwagen van de Duitse fabrikant Hanomag. Het was de eerste compleet nieuw ontwikkelde vrachtwagen van Hanomag na de Tweede Wereldoorlog.

## Hanomag L28
De Hanomag L28 verscheen in 1950. De wagen was modern vormgegeven en had naar Amerikaans voorbeeld een zgn. torpedofront met geïntegreerde koplampen (dus niet vrijstaand op de bumper of spatborden). De moderne vormgeving werd al snel overgenomen door de beide concurrenten Opel Blitz (1952) en Borgward B1500 (1954). De L28 had oorspronkelijk een laadvermogen van 1½ ton. Later verschenen ook modellen met 2, 2½ en 3 ton laadvermogen, en in 1956 een model met 1¾ ton laadvermogen.
Alle modellen werden aangedreven door een Hanomag-dieselmotor. Oorspronkelijk hadden de motoren een vermogen van 50 pk. Later kwamen voor de grotere modellen ook motoren met 65 en 70 pk beschikbaar.
Gangbare uitvoeringen waren de vrachtwagen met open laadvloer, de gesloten bakwagen Ook was er een bestelwagen-versie leverbaar.
De vloeistofgekoelde 4-takt 4 cilinder in lijn 2,8L (2799 cc) dieselmotor van 50 pk van de Hanomag L28 werd in 1953 voorzien van een Roots-aanjager, die werd aangedreven door een V-snaar.  Daardoor kreeg de motor de beschikking over 15 pk extra, waarmee het totaal op 65 pk kwam. Het geluid van de Hanomag D28 motoren werd gekenmerkt door het bijzonder opvallende "diesel pingelen" en het "zingen" van de aanjager. Vanaf 1963 kreeg de motor nog 5 pk extra door een verbeterde injectiepomp.
In 1955 kreeg de L28-cabine deuren met scharnieren aan de voorzijde in plaats van de tot dan toe gebruikelijke zelfmoorddeur met scharnieren aan de achterzijde. In de laatste productiejaren werd de gedeelde voorruit vervangen door een grote gebogen panoramaruit, waardoor de cabine er veel moderner uitzag. Tussen 1958 en 1960 werd de L28-serie geleidelijk vervangen door een frontstuur-modellenserie: de lichte Hanomag Kurier met een laadvermogen van 2 ton, de Hanomag Garant met een laadvermogen van 2½-3 ton en de Markant met een laadvermogen van 3½ ton. In totaal zijn er tussen 1950 en 1960 zo’n 62.000 L28’s gebouwd.
Afbeeldingen L28

## Hanomag AL28
Drie jaar na de start van de productie van de Hanomag L28 kwam er in 1953 een versie met inschakelbare vierwielaandrijving, de AL28. Door een grotere bodemvrijheid was deze geschikt voor terreinrijden. De Bereitschaftspolizei (de Duitse Mobiele Eenheid), Technisches Hilfswerk (THW), een Duitse civiele burgerbescherming- en hulporganisatie voor rampenbestrijding en de Bundesgrenzschutz bestelden elk een groot aantal AL28’s maar de Bundeswehr gaf de voorkeur aan vrachtwagens van andere fabrikanten zoals de Borgward B2000 en Unimog 404S.
Vanaf 1953 was de AL28 als 1½ ton truck beschikbaar, en in 1958 kwam er een 2½ ton truck bij. Desgewenst kan deze ook worden voorzien van dubbele achterbanden waardoor een groter laadvermogen verkregen werd.
De AL28 werd geleverd met een gesloten of open cabine met neerklapbare voorruit en zeildoeken cabinehuif. Bij de gesloten versie is boven de bijrijderszitplaats in het cabinedak een rond mangat aangebracht. De AL28 werd voor verschillende doeleinden voorzien van verschillende opbouwen.
Bij verplaatsingen over verharde wegen worden alleen de achterwielen aangedreven. Het inschakelen van de vierwielaandrijving en de lage gearing gebeurt met één enkele pook en is dus gekoppeld. De differentiëlen kunnen niet worden vergrendeld.
Hoewel de productie van de L28 al in 1960 stopte, werd de AL28 tot 1971 gebouwd. In 1964 werd het model nog ingrijpend aangepast, waarbij de voorkant en de hele cabine een hoekiger uiterlijk kregen, de wielbasis 8 cm langer werd en het laadvermogen met 100 kg vergroot werd.
Op 1 april 1969 werden de bedrijfswagenafdelingen van Hanomag en Henschel, beide onderdeel van de Rheinstahl-groep, samengevoegd tot Hanomag-Henschel Fahrzeugwerke GmbH (HHF), De laatste AL28’s werden geproduceerd onder de bedrijfsnaam Hanomag-Henschel. HHF werd in 1971 overgenomen door Daimler-Benz AG, en in 1974 verdween het merk Hanomag-Henschel van de vrachtwagenmarkt.
Tussen 1953 en 1971 werden meer dan 5500 AL18’s gebouwd.

### Koninklijke Luchtmacht
Begin jaren ‘60 kocht de Koninklijke Luchtmacht een groot aantal AL28 cabine-chassis met een laadvermogen van 1½ ton, een wielbasis van 3,40 m en een gesloten cabine met gedeelde voorruit en mangat.:p119 Verschillende Nederlandse carrosseriefabrikanten voorzagen deze chassis van een opbouw als vrachtauto met een vlakke laadvloer met huif:p120, ambulance:p124 of brandweerwagen.:p140-141
De wagens met vlakke laadvloer werden ook gebruikt als trekker van componenten van het HAWK wapensysteem en als drager van de vierlingmitrailleur M55.
AL28 Halfrupsvoertuig
Eén Hanomag AL28 werd omgebouwd tot halfrupsvoertuig door de achterwielen te vervangen door het rupsgedeelte van een White M3 Half-track. Dit halfrupsvoertuig werd gebouwd om afgeworpen oefenbommen te kunnen bergen op het luchtmacht schietterrein Vliehors op Vlieland. Het voertuig werd in 1977 vervangen door een eveneens tot halfrupsvoertuig omgebouwde DAF V1600, die voorzien was van de laadbak van de AL28.
Afbeeldingen AL28

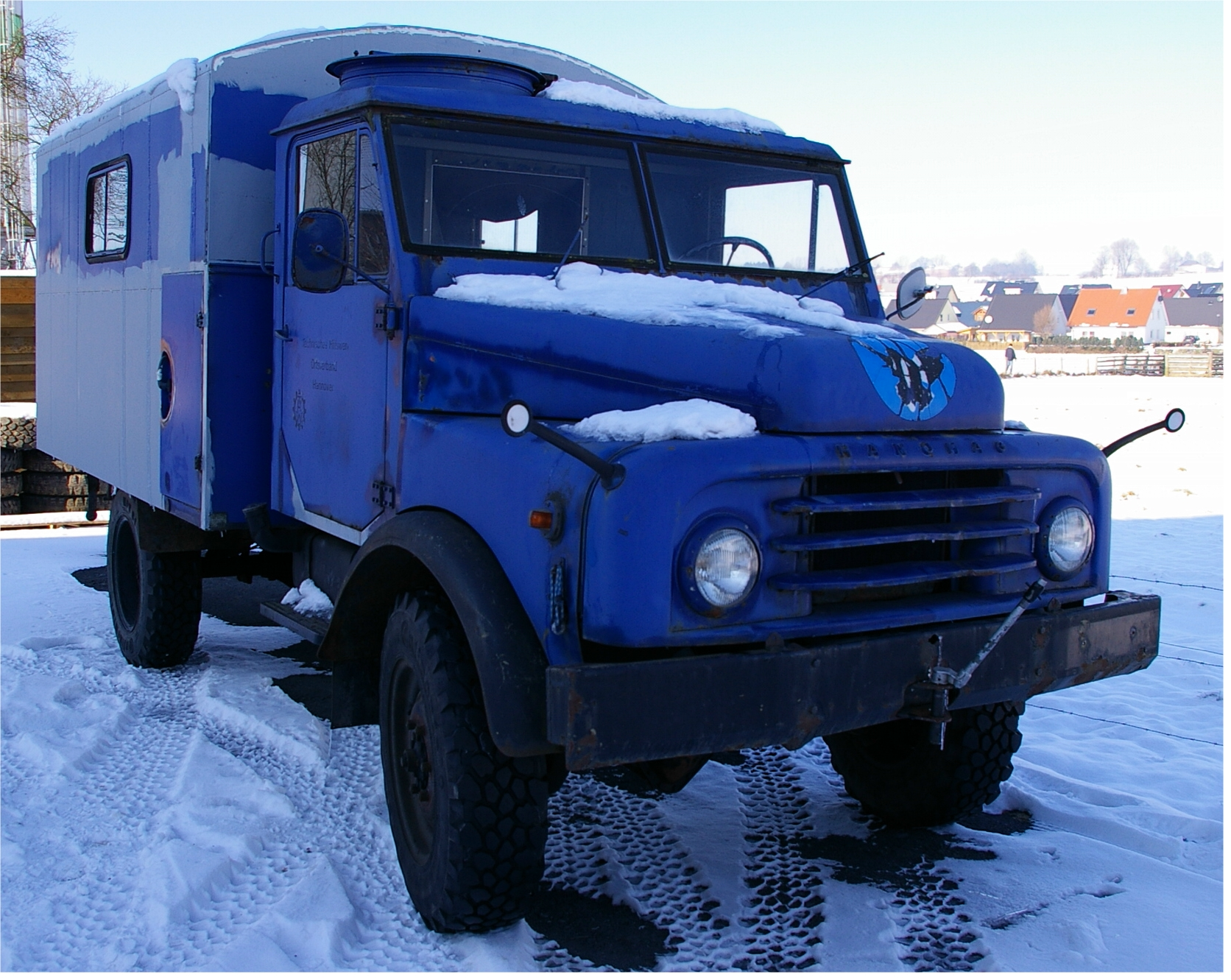
Hanomag AL28 met opbouw (voormalig THW voertuig)
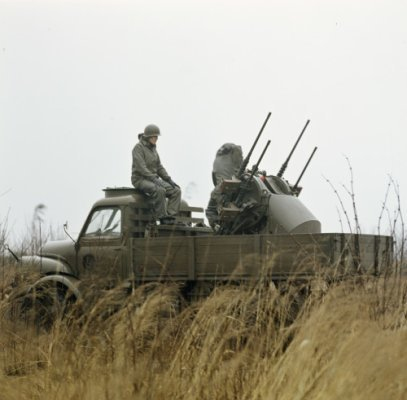
Hanomag AL28 van de KLu met vierlingmitrailleur M55 (1973)
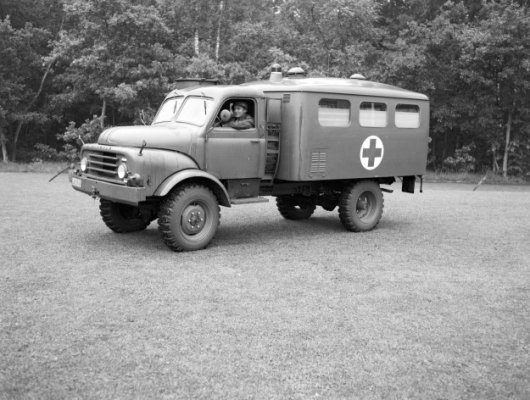
Hanomag AL28 ambulance van de KLu (1958)
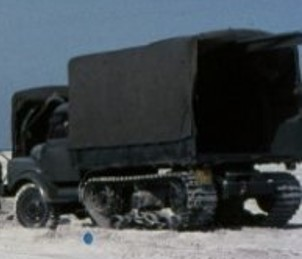
Hanomag AL28 halfrupsvoertuig van de KLu (LM-34-49) in 1965